# Nerva
Nerva Cesare Augusto (in latino Nerva Caesar Augustus; nelle epigrafi: IMP·NERVA·CAES·AVG·PONT·MAX·TR·POT; Narni, 8 novembre 30 – Roma, 27 gennaio 98), nato Marco Cocceio Nerva e meglio noto solo come Nerva, è stato un imperatore romano. Primo degli adottivi, regnò dal 18 settembre 96 fino alla sua morte.

## Biografia

### Origini familiari

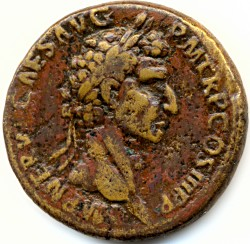
Sesterzio con l'effigie di Nerva

Nerva nacque presso l'antica colonia romana di Narnia (l'odierna Narni), nella Regio VI Umbria, figlio di Cocceio Nerva, famoso giureconsulto, e di Sergia Plautilla, figlia a sua volta del console Popilio Lena. Aveva una sorella, Cocceia.
Molto amico di Vespasiano, ne fu nominato generale e governatore della provincia Mauretania.
Nerva non aveva seguito l'usuale carriera amministrativa (il cursus honorum), anche se era stato console durante l'impero di Vespasiano nel 71 e con Domiziano nel 90.

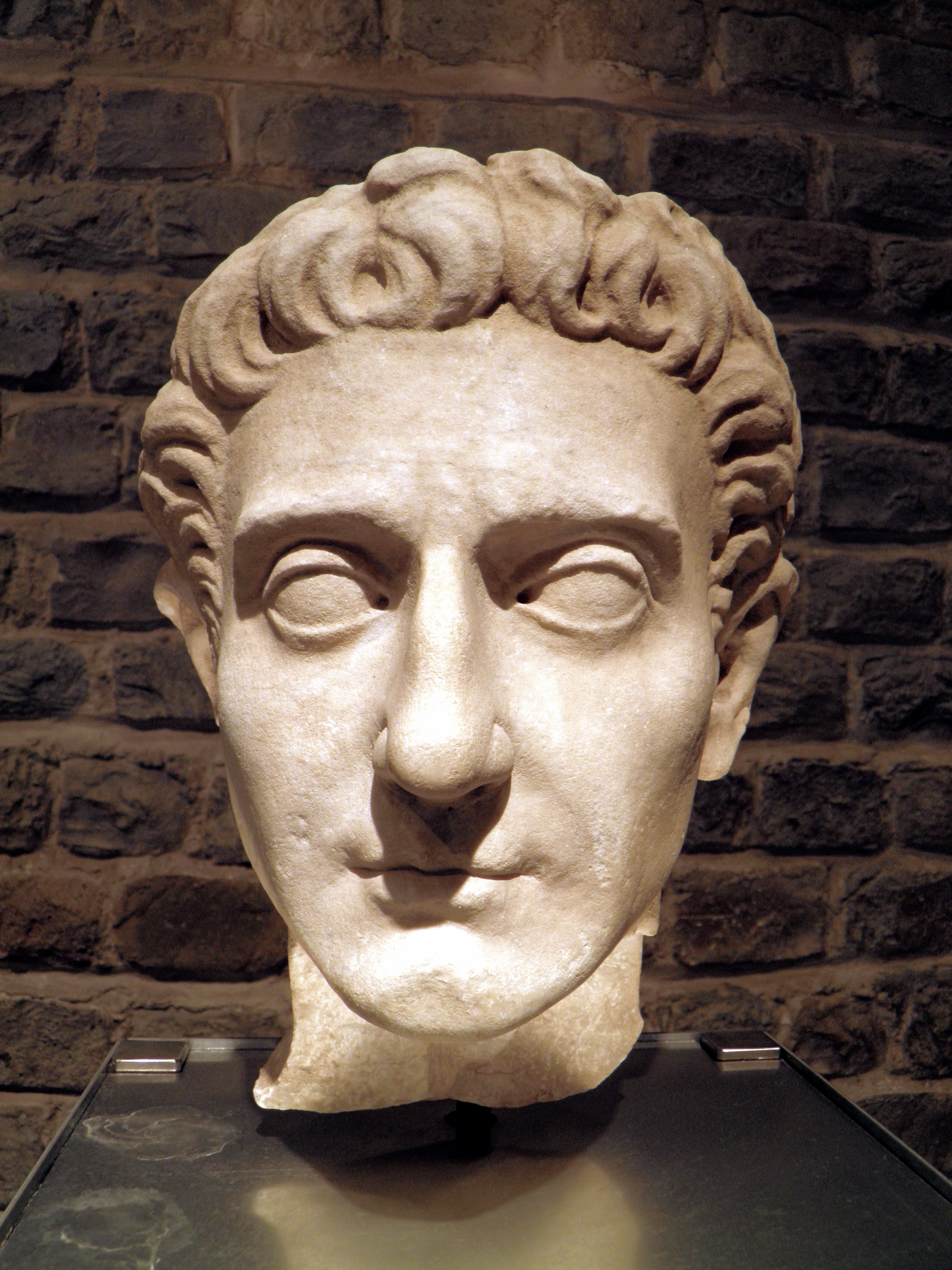
Frammento di una statua di Nerva, Museo Romano-Germanico, Colonia

### Ascesa al potere
Quando fu organizzata la congiura contro Domiziano, Nerva acconsentì a divenirne il successore. Egli era molto stimato come anziano senatore ed era noto come persona mite e accorta. Alla morte di Domiziano, Nerva fu acclamato imperatore in Senato da tutte le classi, concordi sul suo nome.

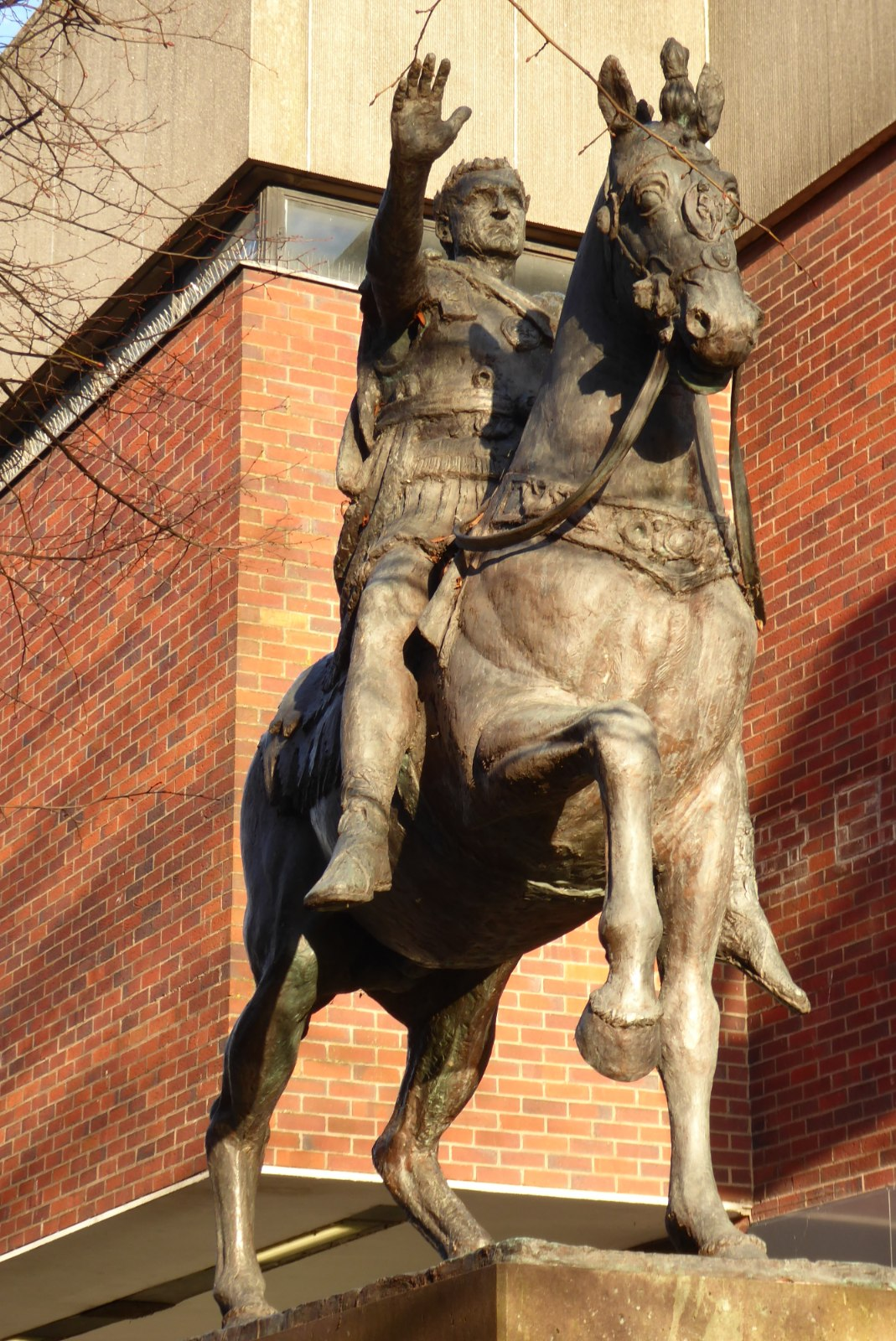
Statua equestre di Nerva

Durante il suo regno, breve ma significativo, apportò un grande cambiamento: il "principato adottivo". Questa riforma prevedeva che l'imperatore in carica dovesse decidere, prima della sua morte, il suo successore all'interno del Senato; questo faceva sì che i senatori venissero responsabilizzati. Inoltre, dall'anno dei quattro imperatori il Senato aveva subito un cambiamento epocale: i senatori cominciavano a provenire anche dalle province, rinnovando così l'antico e oligarchico senato romano. Nerva e Traiano, inoltre, furono abili nei confronti delle altre classi, annunciando che il successore poteva essere scelto anche tra la plebe.
Le loro speranze non andarono deluse: Nerva, infatti, secondo Tacito, nel suo breve regno fuse le idee di libertà, dando inizio a un secolo poi considerato d'oro.
Appena eletto, fece cessare le persecuzioni contro i cristiani, consentì agli esiliati di rientrare a Roma, abolì i processi di lesa maestà, reintegrò il Senato nelle sue prerogative, prodigò le sue terre e i denari per soccorrere i poveri; inoltre abolì il fiscus iudaicus (che gravava sugli ebrei dell'Impero) e la vicesima hereditatum. Nonostante ciò, fu molto duro contro i suoi delatori.
Fu addirittura giudicato troppo mite dal Senato e subì una congiura che venne sventata, esiliando a Taranto colui che ne era a capo, il senatore Calpurnio Crasso; "Il console Frontone, secondo quanto si dice, dichiarò che era un male avere un imperatore sotto il quale nessuno poteva agire in alcun modo (Domiziano), ma era ancora peggio averne uno sotto il quale a tutti era lecito tutto". Nel 97 fu nominato console per la terza volta e gli fu collega Lucio Verginio Rufo.

### Riforme economiche
In campo economico, Nerva attuò una politica di sgravi fiscali e di incentivi che doveva favorire le comunità italiche. Gli ebrei furono esentati dal tributo che era stato loro imposto sotto i Flavi. 
Una legge agraria assegnò appezzamenti di terreno a cittadini nullatenenti. Le spese che le città dovevano sostenere per il mantenimento del cursus publicus, cioè del servizio postale, furono addossate alle casse imperiali. A Roma fu riorganizzato il sistema dell'approvvigionamento idrico; ci resta di quegli anni l'opera fondamentale scritta dal curatore delle acque, Sesto Giulio Frontino, sulla progettazione e la manutenzione degli acquedotti. Un altro grande provvedimento fu la "politica degli alimenta", che consisteva nell'erogare prestiti a tasso agevolato, sussidi alle famiglie povere e l'istruzione gratuita agli orfani.

### Adozione di Traiano

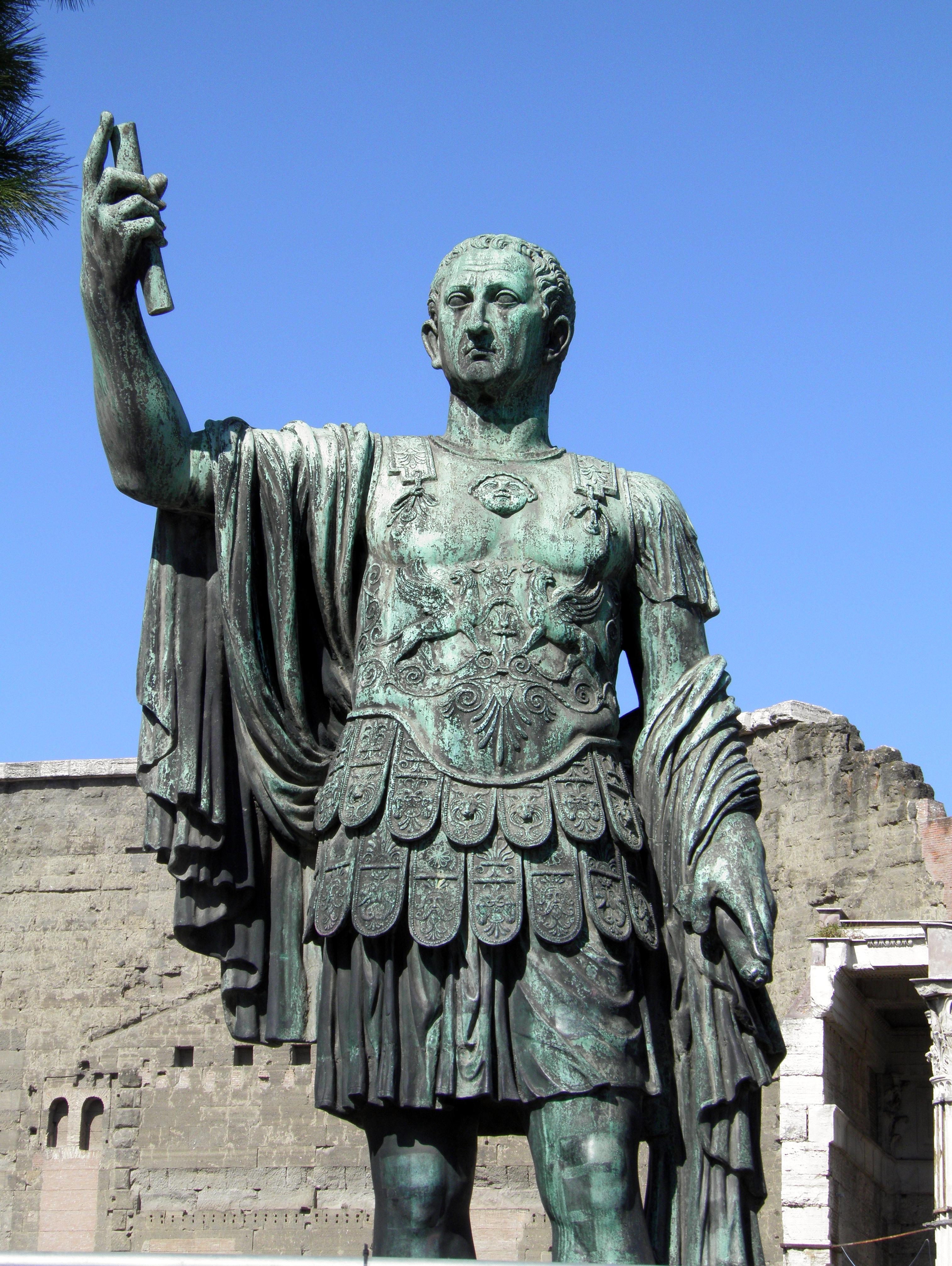
Statua di Nerva nei Fori Imperiali

Poiché Nerva sapeva che il suo incarico non sarebbe durato a lungo, ormai vecchio e malato decise di adottare un figlio. In omaggio all'interesse dello Stato, non scelse il successore nella propria famiglia, ma adottò Marco Ulpio Traiano, generale delle legioni a difesa del confine renano, a discapito del governatore della Siria, Marco Cornelio Nigrino Curiazio Materno. L'adozione coincise con un'importante vittoria militare in Pannonia, che diede all'adottato Traiano l'appellativo di Cesare Germanico. Traiano venne nominato proconsole e gli fu conferita la tribunicia potestas.
Nerva fu nuovamente nominato console con Traiano, ma morì dopo tre mesi di carica nel 98. Il suo successore volle un funerale di grande solennità. Le sue ceneri furono poste nel mausoleo di Augusto. Nonostante abbia governato per meno di due anni, egli è ricordato come uno dei migliori imperatori di Roma.

## Statue
- Esistono numerose statue antiche di Nerva, in quanto, una volta preso il potere, con senso pratico ordinò, non di distruggere, ma semplicemente di rimuovere dai monumenti pubblici le teste di Domiziano, condannato alla damnatio memoriae, e di porvi la sua effigie; una delle testimonianze più evidenti è il bronzo del cavaliere a cavallo rinvenuto nel Sacello degli Augustali a Miseno. Nerva venne poi divinizzato alla morte, per cui le sue statue furono conservate.
- Nel 2007 la città di Narni ha voluto realizzare un busto in bronzo dell'imperatore Nerva. Il busto è stato collocato nella piazza principale, nel punto di confluenza tra la vecchia via Flaminia e la Porta Superior, antica porta che dava l'accesso alla Narnia romana.
- La città di Gloucester ha dedicato una statua equestre in bronzo all'imperatore, che la fondò dandole lo status di colonia romana.